# Chicago Boys
Chicago Boys és una denominació apareguda en els anys 70 que fa referència a un grup d'economistes xilens, la majoria d'ells formats en el Departament d'Economia de la Universitat de Chicago, seguint les idees de Milton Friedman i Arnold Harberger. Al seu retorn a Amèrica Llatina, van adoptar posicions en diversos governs i règims totalitaris de l'Amèrica del Sud.
Aquests economistes van influir profundament durant la dictadura militar liderada per Augusto Pinochet (1973-1990). Van ser els artífexs de reformes econòmiques i socials que van portar a la creació d'una política econòmica neoliberal de mercat amb orientació neoclàssica i monetarista, a més de la descentralització del control de l'economia. Milton Friedman va encunyar el terme el «miracle de Xile», per referir-se a l'obra dels seus deixebles en aquest país. Independent de la valoració positiva o negativa dels canvis implementats, existeix consens en la seva gran influència en la configuració del Xile actual. Diversos d'ells, fins al dia d'avui, exerceixen importants càrrecs públics i privats.

## Orígens
Al juny de 1955, van arribar a Santiago quatre professors de la Universitat de Chicago. El seu objectiu era participar d'un estudi en el terreny per desenvolupar un programa de cooperació acadèmica amb la Facultat d'Economia de la Pontifícia Universitat Catòlica de Xile (PUC). La proposta consistia en l'enviament de diplomats xilens a la universitat estatunidenca, juntament amb la creació d'un centre de recerca en economia. El conveni es va iniciar al març de 1956 amb l'enviament de nou estudiants, sis de la PUC i tres de la Universitat de Xile. En un inici consistiria en un pla de tres anys, però es va estendre dos anys més, concloent al març de 1961.
A Chicago, amb professors com Milton Friedman i Arnold Harberger, els estudiants van desenvolupar un pensament liberal en concordança a les idees d'Adam Smith. Friedman plantejava a les seves classes i en els seus escrits que el mercat ha de tenir la menor quantitat d'intervenció que sigui possible i que la societat ha d'actuar des de l'individu, per així no tenir com a fre un Estat que pogués distorsionar al mercat.
Així, aquest grup de prop de 25 economistes xilens, la majoria titulats a la Pontifícia Universitat Catòlica de Xile i amb postgrau a la Universitat de Chicago, durant la dècada de 1960 i posteriors, van adquirir el nom de Chicago Boys. Ells van desenvolupar el seu pensament en una Xile que passava per una gran politització universitària, en la qual es buscava el sorgiment d'una «nova dreta», amb un component juvenil que proposava formar projectes de canvis radicals i alternatius als de la Democràcia Cristiana i sobretot al de la Unidad Popular. L'anterior es va veure materialitzat amb l'elaboració del text El ladrillo. En aquell escrit es plantejava una completa alternativa econòmica, que buscava acabar amb l'economia tancada, afavorint la inversió d'ens privats i potenciant la comercialització cap a l'exterior. El desenvolupament d'aquelles idees va tenir lloc el 1969, no obstant això la seva publicació oficial va ser l'any 1992.
D'aquesta manera, en els seus inicis i ja de retorn des dels Estats Units, aquests homes van exercir càrrecs acadèmics a la mateixa Universitat Catòlica, sobretot en la Facultat d'Economia. Durant la dictadura, molts d'aquests economistes van ser cridats a ocupar càrrecs dirigencials o consultius, com ODEPLAN, per al desenvolupament de les noves polítiques econòmiques. Des d'aquests llocs i en les condicions que els va facilitar la dictadura, sense votacions legislatives ni oposició política, van desenvolupar i van implementar un programa focalitzat en reformes monetàries, privatitzacions i reducció de la despesa pública, entre uns altres.

## Reformes a Xile
Xile, després del cop d'estat de 1973 en contra del govern del president Salvador Allende i la conseqüent imposició d'una dictadura militar, va ser el primer país a adoptar els principis de Milton Friedman. En termes generals, però elementals per al nou model, es va promoure la iniciativa privada en detriment de la pública mitjançant una contracció de l'Estat.
Tradicionalment s'ha establert que les mesures econòmiques i polítiques implementades per la dictadura funcionaven per camins separats i independents entre sí, cosa que és rebatuda per autors com Carlos Huneeus. Els qui van dur a terme els plans econòmics i polítics van coincidir en els seus llocs de formació de pre i/ post grau i es van adherir a les idees del gremialisme, que sí que tenia una estratègia de poder per al llarg termini. A més, l'objectiu del règim era canviar la relació entre l'Estat i la societat, per la qual cosa havien d'existir les condicions econòmiques que poguessin assegurar aquest objectiu.
Les primeres mesures van ser instaurar una política de reducció de la despesa fiscal, la reestructuració de l'aparell estatal i un control estricte de la gestió pressupostària. En la mesura que es va anar escollint el camí per portar al país, es van aprofundir les mesures i es va emprendre una reforma tributària, una reforma laboral, la desregulació o la liberalització de controls en diversos sectors de l'economia (fonamentalment l'agricultura), el lliure ingrés d'inversions i divises, i la reducció dràstica dels aranzels duaners i tot tipus de restriccions para-aranzelàries. En una etapa posterior va venir la reforma de la seguretat social, un nou Codi del Treball, les privatitzacions d'empreses anomenades "estratègiques", i l'obertura sectorial a l'empresa privada (mineria, energia, telecomunicacions, infraestructures, etc).
Milton Friedman encunyaria el terme «miracle de Xile», fent un paral·lelisme amb el «miracle alemany», per al·ludir a l'èxit de les reformes quant a la frenada de l'alta inflació i l'expansió econòmica.

## Membres reconeguts a Xile
Entre els Chicago Boys destacats, només alguns van tenir càrrecs durant la dictadura, mentre que uns altres han tingut càrrecs d'elecció popular o per designació fins a l'actualitat.
| Foto | Nom                               | Càrrecs rellevants |
| ---- | --------------------------------- | --- |
|      | Juan Ariztía Matte(n. 1927)       | Superintendente d'AFP (1981-1990) |
|      | Pablo Baraona(1935-2017)          | President del Banc Central (1975-1976)Ministre d'Economia (1976-1978) |
|      | Álvaro Bardón(1940-2009)          | President del Banc Central (1977-1981)Sotssecretari d'Economia (1982-1983) |
|      | Camilo Carrasco                   | Gerent General del Banc Central (1994-2005) |
|      | Sergio de Castro(n. 1930)         | Ministre d'Economia (1975-1976)Ministeri d'Hisenda (1976-1982) |
|      | Sergio de la Quadra(n. 1942)      | President del Banc Central (1981-82)Ministeri d'Hisenda (1982) |
|      | Ernesto Fontaine(1934-2014)       | Professor de la Pontifícia Universitat Catòlica de Xile |
|      | Juan Andrés Fontaine(n. 1954)     | Ministre d'Economia, Foment i Turisme (2010-2011)Ministre d'Obres Públiques (2018-2019) |
|      | Miguel Kast(1948-1983)            | Ministre d'Oficina de Planificació Nacional (1978-1980)Ministre del Treball i Previsió Social (1981-1982)President del Banc Central (1982) |
|      | Cristián Larroulet(n. 1953)       | Director de l'Institut Lliberteu i DesarrolloMinistro Secretari General de la Presidència (2010-2014)Cap d'Assessors presidencials de Sebastián Piñera (2018-avui) |
|      | Joaquín Lavín(n. 1953)            | Ministre d'Educació (2010-2011)Ministre de Desenvolupament Social (2011-2013)Candidat Presidencial en 1999 i 2005Alcalde de les Comtes (2016-avui) |
|      | Rolf Lüders(n. 1935)              | Ministre d'Economia (1982)Ministre d'Hisenda (1982-1983) |
|      | Emilio Maturana Dinamarca         | Sociòleg, assessor del Mercuri |
|      | Carlos Williamson Benaprés        | Vicerector d'Economia i Finances, Pontifícia Universitat Catòlica de Xile (2000-2005)Prorector, Pontifícia Universitat Catòlica de Xile (2005-2009)President del Consell d'Alta Adreça Pública a Xile (2010-2014)Director del Servei Civil de Xile (2010-2014)Rector de la Universitat Sant Sebastià (2018-avui) |
|      | José Luis Zabala Ponce(1943-2006) | Gerent d'Estudis del Banc CentralRepresentante de Xile davant el Banc MundialRector de la Universitat Sant Sebastià (2005-2006) |

A més dels diplomats de la Universitat de Chicago, altres economistes van estudiar en altres universitats estatunidenques però compartien ideals econòmics amb ells.
| Foto | Nom                     | Postgrau                     | Càrrecs rellevants |
| ---- | ----------------------- | ---------------------------- | --- |
|      | Hernán Büchi(n. 1949)   | Universitat de Colúmbia      | Ministre d'Economia (1979-1980)Ministre d'Oficina de Planificació Nacional (1983-1984)Ministre d'Hisenda (1985-1989)Candidat Presidencial en 1989 |
|      | Jorge Cauas(n. 1934)    | Universitat de Colúmbia      | Ministre d'Hisenda (1974-1977) |
|      | Felipe Lamarca(n. 1950) | Universitat Catòlica de Xile | Director del Servei d'Impostos Interns (1978-1984)                                                                                                |

## Documentals
- 2009: La doctrina del xoc, pel·lícula documental basada en el llibre homònim de Naomi Klein, dirigida per Michael Winterbottom i Mat Whitecross. És una recerca sobre l'aplicació de les doctrines neoliberals des dels anys 1980.
- 2012: Catastroika, projecte de finançament col·lectiu amb Llicències Creative Commons que analitza la privatització dels actius de l'estat en diferents nacions del món.
- 2015: Chicago Boys, documental explicat pels mateixos economistes que narra com en plena Guerra Freda la Universitat de Chicago va becar a un grup d'estudiants xilens per anar a estudiar economia sota els ensenyaments de Milton Friedman. Vint anys després, en plena dictadura, van aplicar els seus coneixements per instal·lar un sistema neoliberal.